# اوضاع عوض می‌شود
اوضاع عوض می‌شود (به انگلیسی: Things Change) فیلمی محصول سال ۱۹۸۸ و به کارگردانی دیوید ممت است. در این فیلم بازیگرانی همچون دان آمچی، جو مانتگنا، رابرت پروسکی، ریکی جی، ویلیام اچ میسی و جاناتان کتز ایفای نقش کرده‌اند.